# Грин, Том (актёр, Великобритания)
Том Грин (англ. Tom Green) — режиссёр, сценарист и актёр эпохи немого кино.

## Фильмография

### Сценарист
- Полицейский, повариха и медный котёл (1898)

### Актёр
- Вилли скучает (1897) — Вилли
- Полицейский, повариха и медный котёл (1898) — полицейский
- Хорошие истории (1899)
- Два старых весёлых товарища (1900)
- Последний тост в честь двух старых видов спорта (1901)
- Два старых вида спорта в Мюзик-холле (1902)
- Няня-гусыня (1903)
- Новый ученик, или веселье в бюро находок (1906)

### Режиссёр
- Очень старые истории (1905)
- Телефон для историй (1906)
- Неправильный дымоход (1907)